# قوانين الآبقين

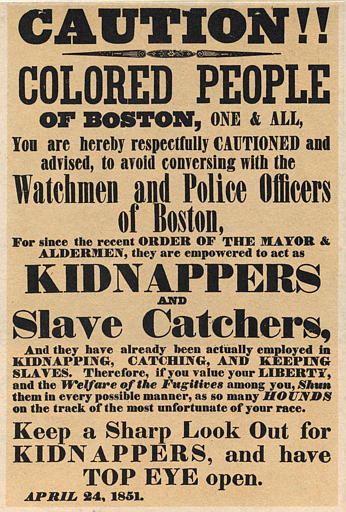
ملصق بتاريخ 24 أبريل 1851 يحذر "أهل بوسطن الملونين" من رجال الشرطة الذين يتصرفون كصيادي العبيد.

قانون الرقيق الهارب هو قانون أقره كونغرس الولايات المتحدة في 18 سبتمبر 1850، كجزء من تسوية عام 1850 بين مصالح ملاك العبيد الجنوبيين ومعارضي العبودية الشماليين.
وكان هذا القانون أحد أكثر العناصر المثيرة للجدل في تلك التسوية، كما زاد مخاوف الشمال من «مؤامرة قوة الرقيق». اقتضى القانون إعادة جميع العبيد الهاربين إلى مالكيهم بعد القبض عليهم، وأن على مسؤولي ومواطني الولايات الحرة أن يتعاونوا في هذا القانون. وأطلق مناوئو العبودية على هذا القانون مسمى «قانون كلاب الصيد» نسبة للكلاب التي كانت تستخدم لتعقب العبيد الهاربين.

## الخلفية
بحلول عام 1843، نجح عدة مئات من العبيد في الهرب إلى الشمال، ما جعل الرق مؤسسة غير مستقرة في الولايات الحدودية. 
صدر قانون سابق عن الرقيق الهارب عام 1793 وكان قانونا اتحاديا كتب بقصد إنفاذ المادة 4، القسم 2 من دستور الولايات المتحدة، الذي تطلب إعادة العبيد الهاربين. وسعى لإجبار السلطات في الولايات الحرة على إعادة العبيد الهاربين إلى أسيادهم.
أرادت عدة ولايات شمالية التحايل على قانون الرقيق الهارب. أقرت بعض الولايات «قوانين الحرية الشخصية»، وأقرت محاكمة بهيئة محلفين قبل أن يتم نقل العبيد الذين زعم هروبهم؛ ومنعت أخرى استخدام السجون المحلية أو مساعدة المسؤولين الحكوميين في القبض على العبيد الفارين المزعومين أو إعادتهم. وفي بعض الحالات، رفضت هيئات المحلفين إدانة أشخاص وجهت إليهم لوائح اتهام بموجب القانون الاتحادي.
كثيرا ما تجاوبت محكمة ميزوري العليا مع قوانين الولايات الحرة المجاورة، وذلك بأن العبيد الذين نقلوا طوعا من قبل أسيادهم إلى الولايات الحرة، وذلك بقصد الإقامة هناك بشكل دائم أو لأجل غير مسمى، فإنهم يكسبون حريتهم نتيجة لذلك. وتعامل قانون الرقيق الهارب مع العبيد الذين هربوا إلى الولايات الحرة دون موافقة أسيادهم. قضت المحكمة العليا في الولايات المتحدة، في قضية بريغ ضد بنسيلفانيا (1842)، بأن الولايات ليس عليها تقديم المساعدة في القبض على العبيد، ما أضعف قانون 1793.
بعد عام 1840، نما تعداد السكان السود بسرعة في مقاطعة كاس الريفية في ميشيغان، إذ جذب تحدي البيض للقوانين التمييزية الأسر السوداء، وكذلك الدعم الذي تلقوه من طائفة الكويكرز، وكذلك انخفاض أسعار الأراضي. وجد السود الأحرار والهاربين ملاذا في مقاطعة كاس. جذبت ثروتهم انتباه أصحاب العبيد الجنوبيين. وقاد مزارعون من مقاطعتي بوربون وبون في شمال كنتاكي غارات على مقاطعة كاس بين عامي 1847 و1849 لاستعادة العبيد الهاربين. فشلت الغارات ولكن الوضع ساهم في تعزيز مطالب الجنوب في عام 1850 لإقرار قانون الرقيق الهارب المعزز.سن الكونغرس قوانين أكثر صرامة بشأن العبيد الهاربين في الولايات المتحدة.

## القانون الجديد

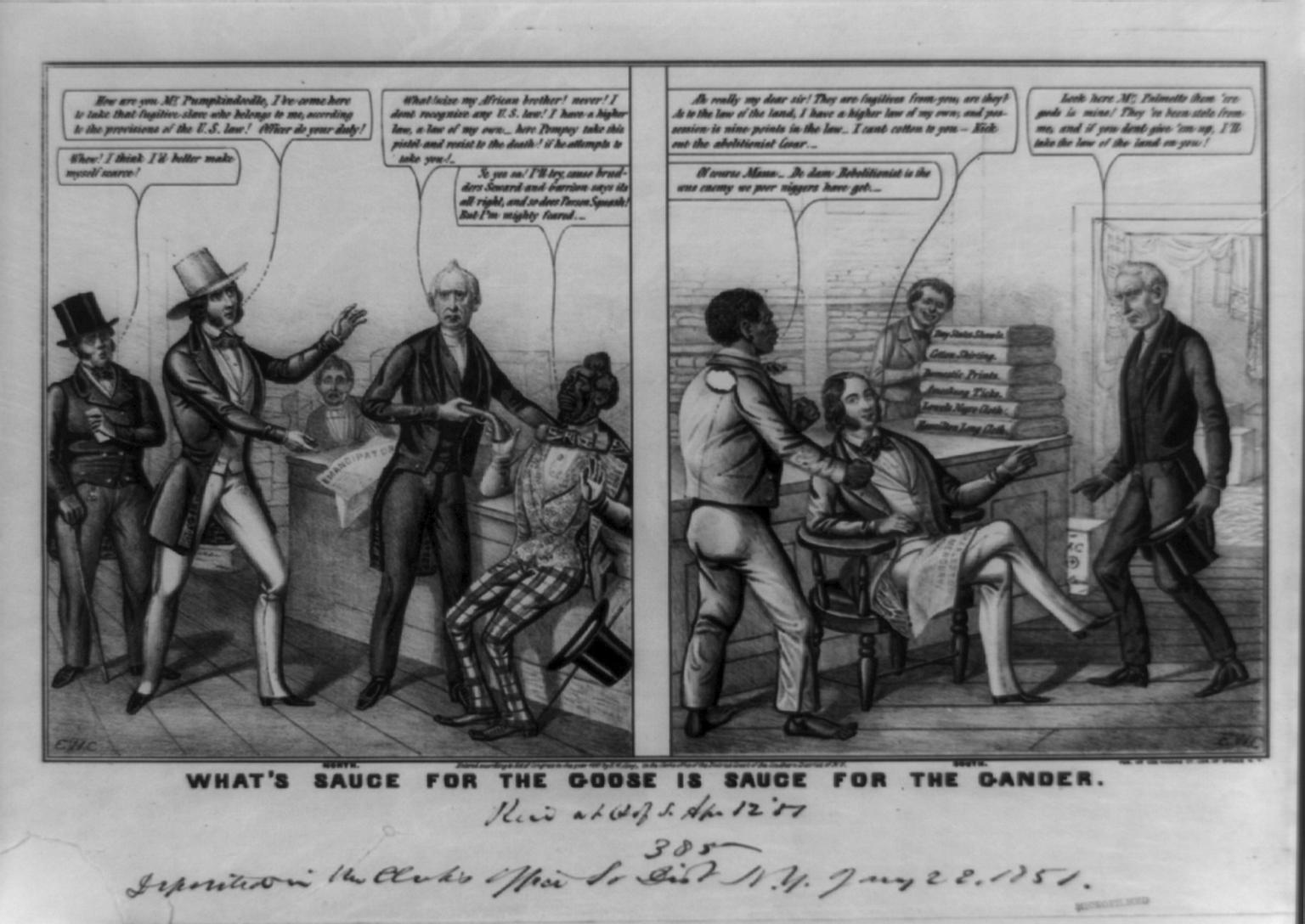
رسم بريشة إدوارد وليامز كلاي، وهو فنان نشر العديد من الرسوم المناصرة للعبودية، ويدعم قانون الرقيق الهارب عام 1850. يظهر في الرسم رجل جنوبي يسخر من شمالي يدعي أن بضائعه (عدة لفائف من النسيج) قد سرقت. يسأل الجنوبي "لقد هربت منك، أليس كذلك؟". وهو يعتمد على حجج مناوئي العبودية، ويقول: "بالنسبة لقانون الأرض، فلدي قانون أعلى منه، والحيازة هي تسع نقاط في القانون".

ردا على إضعاف قانون الرقيق الهارب الأصلي، عمد قانون الرقيق الهارب لعام 1850 إلى معاقبة المسؤولين الذين لم يلقوا القبض على الرقيق الذين زعم هروبهم، وجعلهم عرضة لغرامة قدرها ألف دولار (حوالي 29,000 دولار بقيمة عام 2017). وكان مطلوبا من ضباط القانون (من شرطة وحرس وغيرهم) في كل مكان اعتقال الأشخاص المشتبه في أنهم رقيق هارب مقابل شهادة فقط من المالك للمطالبة بملكيته. ولم يمكن للعبد المشتبه فيه أن يطلب محاكمة بهيئة محلفين أو أن يشهد بنفسه. وبالإضافة إلى ذلك، فإن أي شخص يساعد الرقيق الهارب بتوفير الغذاء أو المأوى يكون عرضة للسجن لمدة ستة أشهر وبغرامة قدرها ألف دولار. ويحق للضباط الذين يقبضون على الرقيق الهارب الحصول على مكافأة أو ترقية لمجهودهم.
لم يحتج أصحاب الرقيق إلا لتقديم شهادة خطية إلى أحد المشيرين الاتحاديين للقبض على الرقيق الهارب. وبما أن العبد المشتبه فيه لم يكن مؤهلا للمحاكمة، فقد أدى القانون إلى اختطاف وتجنيد عديد السود الأحرار إلى الرق، حيث أن العبد المشتبه فيه لا يتمتع بحقوق في المحكمة ولم يمكنه الدفاع عن أنفسهم ضد الاتهامات.
وقد أثر هذا القانون سلبا على احتمالات هروب العبيد، ولا سيما في الولايات القريبة من الشمال. ووجدت إحدى الدراسات أنه في حين ارتفعت أسعار العبيد في جميع أنحاء الجنوب في السنوات التي تلت عام 1850، فيبدو أن «قانون الرقيق الهارب لعام 1850 زاد أسعار العبيد في الولايات الحدودية بنسبة 15٪ إلى 30٪ أكثر مما كانت عليه في الولايات الجنوبية الأخرى»، ما يوضح كيف أثر القانون على فرص الهروب الناجح.

### الإلغاء
في عام 1855، أصبحت محكمة ولاية ويسكونسن العليا هي المحكمة العليا الوحيدة في الاتحاد التي تعلن عدم دستورية قانون الرقيق الهارب، نتيجة لقضية تتعلق بالعبد الهارب جوشوا غلوفر، وكذلك الشمالي شيرمان بوث الذي قاد الجهود لإحباط عملية إعادة غلوفر. ألغت المحكمة العليا للولايات المتحدة قرار محكمة الولاية في عام 1859 وذلك في قضية أبلمان ضد بوث.
وفي نوفمبر 1850، أقر مجلس فيرمونت التشريعي «قانون الإحضار أمام المحكمة»، الذي طلب من المسؤولين القضائيين وضباط الأمن في فيرمونت مساعدة العبيد الهاربين الذين تم القبض عليهم. ووضعت أيضا عملية قضائية على مستوى الولاية، تكون موازية للعملية الاتحادية، لمن اتهم أنه عبد فار. وبهذا أصبح قانون الرقيق الهارب الفيدرالي غير قابل للتنفيذ فعليا في فيرمونت وأثار عاصفة من الجدل على الصعيد الوطني. اعتبر هذا «إبطالا» للقانون الاتحادي، وهو مفهوم شعبي في الجنوب بين الولايات التي أرادت إلغاء جوانب أخرى من القانون الاتحادي، وكانت جزءا من المناقشات المشحونة حول الرق. وقد دعا الشاعر ومناهض العبودية جون غرينليف ويتيير إلى مثل هذه القوانين، وزاد جدل ويتيير زاد من ردود الفعل الغاضبة لموالي الرق على قانون فيرمونت. حذر حاكم ولاية فرجينيا جون ب فلويد أن الإبطال قد يدفع الجنوب نحو الانفصال، في حين هدد الرئيس ميلارد فيلمور باستخدام الجيش لإنفاذ قانون الرقيق الهارب في فيرمونت. لم تجري أحداث عسكرية في فيرمونت، لكن هذه المشكلة رددت صدى أزمة الإبطال في كارولينا الجنوبية عام 1832، وقرارات توماس جيفرسون عام 1798 في كنتاكي.
وحدثت عملية «الإبطال عن طريق هيئة المحلفين» عندما برأ المحلفون الشماليون رجالا اتهموا بانتهاك القانون. وكان وزير الخارجية دانيال وبستر أحد الداعمين الرئيسيين للقانون كما عبر عنه في خطابه الشهير «السابع من مارس». وطالب بإدانة شخصيات بارزة. وقضت هذه الأزمة على تطلعاته الرئاسية وجهوده الأخيرة لإيجاد حل وسط بين الشمال والجنوب. قاد وبستر الادعاء ضد المتهمين بإنقاذ شادراتش مينكينز في عام 1851 من شرطة بوسطن الذين كانوا ينوون إعادة منكينز لمالكه؛ لم يدن المحلفون أيا من الرجال. سعى وبستر لفرض قانون كان مكروها في الشمال، ولم يختره حزب الويغ عندما اختار مرشحه الرئاسي في انتخابات عام 1852.

### الآثار
أدخل هذا القانون مسألة الرق في أرض المناهضين للرق في الشمال، إذ جعلهم ومؤسساتهم مسؤولين عن فرض الرق. ووصف الكاتب وينستون غروم عن أثر هذا القانون «لم يملك الكثيرون في الشمال آراء أو مشاعر بشأن الرق، لكن هذا القانون أجبرهم على الموافقة على ممارسة العبودية البشرية، كما أنه حشد المشاعر الشمالية ضد الرق». كما واجه المناهضون المعتدلون خيارا مباشرا إما بتحدي ما يرون أنه قانونا غير عادل، أو التخلي عن ضمائرهم ومعتقداتهم. كتبت هيريت ستو رواية كوخ العم توم (1852) لتسليط الضوء على شرور العبودية.
وقد تحدى عديد المناهضين القانون علنا. كتب القس لوثر لي، وهو قس من الكنيسة الويزلية الميثودية في سيراكيوز، نيويورك، في عام 1855:
لم يكن هذا تهديدا فارغا. ففي عملية إنقاذ جرت قبل عدة سنوات، قام مناهضو العبودية في سيراكوز بتحرير عبد فار بالقوة قبل إعادته إلى الجنوب؛ ونجحوا في تهريبه إلى كندا. كانت قضية أنطوني بيرنز مثالا على فشل معارضي القانون باستخدام القوة لتحرير عبد هارب قبض عليه. ومن الأمثلة الشهيرة الأخرى شادراتش مينكينز في عام 1851 ولوسي باغبي في عام 1861.  نظمت المناهضون في بيتسبرغ مجموعات كان هدفها القبض على أي عبد يمر بالمدينة ثم تحريره، كما هو الحال في حالة خادم أسود لدى عائلة مالكة للعبيد، حيث تم «إنقاذه» خطأ من قبل نوادل سود في غرفة طعام أحد الفنادق. 
وقد تعامل معارضون آخرون، مثل الزعيمة الأمريكية السوداء هاريت توبمان، مع القانون ببساطة باعتباره مجرد تعقيد آخر في نشاطهم. وكانت إحدى النتائج الهامة أن أصبحت كندا مقصدا رئيسيا للعبيد الهاربين؛ زاد تعداد السود في كندا من 40,000 إلى 60,000 نسمة بين عامي 1850 و1860، ووصل الكثير منهم إلى الحرية بفضل ما عرف باسم سكك الحديد تحت الأرض. وفي بيتسبرغ، على سبيل المثال، خلال شهر سبتمبر الذي تبع صدور القانون، نظمت «فرق» من العبيد الهاربين للهرب إلى كندا وهم مسلحون وأقسموا أن «يموتوا عن أن يعودوا إلى العبودية»، وهرب أكثر من 200 رجل بحلول نهاية الشهر. 
مع اندلاع الحرب الأهلية الأمريكية برر الجنرال بنجامين بتلر رفضه إعادة العبيد الهاربين بموجب هذا القانون لأن الاتحاد والكونفدرالية كانا في حالة حرب: فقد صادر العبيد كبضاعة مهربة وأطلق سراحهم، إذ رأى أن فقدان العمال سيضر بالكونفدرالية. بدا أن الشمال بحاجة لتقويض مؤسسة الرق لإضعاف اقتصاد الكونفدرالية، وذلك مع استمرار الحرب دون إحراز تقدم كبير بالنسبة إلى الاتحاد، وعلى هذا النحو، أصدر الكونغرس الأمريكي تشريعا يمنع القوات الأمريكية من إعادة العبيد الهاربين إلى أسيادهم، وعزز الرئيس أبراهام لينكون ذلك الموقف المتغير تجاه الرق بإقراره إعلان تحرير العبيد الذي جعل تدمير الرق هدفا رسميا للحرب. وعلى هذا النحو، تم التخلي تماما عن روح ونص قانون العبيد الهاربين لعام 1850.